# Почапинська сільська рада (Тернопільський район)
Поча́пинська сільська́ ра́да — адміністративно-територіальна одиниця та орган місцевого самоврядування в Тернопільському районі Тернопільської області. Адміністративний центр — село Почапинці.

## Загальні відомості
Почапинська сільська рада утворена в 1939 році.
- Територія ради: 23,038 км²
- Населення ради: 1 572 особи (станом на 2001 рік)
- Територією ради протікає річка Руда.

## Населені пункти
Сільській раді підпорядковані населені пункти:
- с. Почапинці
- с. Забойки

## Населення
Згідно з переписом УРСР 1989 року чисельність наявного населення сільської ради становила 1610 осіб, з яких 745 чоловіків та 865 жінок.
За переписом населення України 2001 року в сільській раді мешкали 1572 особи. 100 % населення вказало своєю рідною мовою українську мову.

## Склад ради
Рада складається з 16 депутатів та голови.
- Голова ради: Палига Марія Степанівна

### Керівний склад попередніх скликань
| Прізвище, ім'я, по батькові | Основні відомості                                                                                  | Дата обрання | Дата звільнення |
| --------------------------- | -------------------------------------------------------------------------------------------------- | ------------ | --------------- |
| Забанджала Роман Михайлович | Сільський голова, 1956 року народження, член Української Народної Партії                           | 26.03.2006   | 31.10.2010      |
| Палига Марія Степанівна     | Сільський голова, 1963 року народження, освіта вища, член Всеукраїнського об'єднання «Батьківщина» | 31.10.2010   |                 |

Примітка: таблиця складена за даними сайту Верховної Ради України

### Депутати
За результатами місцевих виборів 2010 року депутатами ради стали:

#### За суб'єктами висування
| Суб'єкт висування                                       | Кількість обраних депутатів | %    |
| ------------------------------------------------------- | --------------------------- | ---- |
| Самовисування                                           | 15                          | 93,8 |
| Політична партія Всеукраїнське об'єднання «Батьківщина» | 1                           | 6,3  |

#### За округами
| № округу                                                | Прізвище, ім'я, по батькові  | Дата визнання обраним | Освіта             | Партійна приналежність                        | Відомості про обраного депутата                        |
| ------------------------------------------------------- | ---------------------------- | --------------------- | ------------------ | --------------------------------------------- | ------------------------------------------------------ |
| Політична партія Всеукраїнське об'єднання «Батьківщина» |                              |                       |                    |                                               |                                                        |
| 1                                                       | Кріль Ірина Демянівна        | 31.10.2010            | середня            | член Всеукраїнського об'єднання «Батьківщина» | тимчасово не працює                                    |
| Самовисування                                           |                              |                       |                    |                                               |                                                        |
| 2                                                       | Маряш Ярослав Миронович      | 31.10.2010            | середня            | позапартійний                                 | тимчасово не працює                                    |
| 3                                                       | Лічнер Іван Михайлович       | 31.10.2010            | вища               | позапартійний                                 | ПП «Кузь», начальник цеху                              |
| 4                                                       | Щупляк Іван Ігорович         | 31.10.2010            | середня            | позапартійний                                 | Інваспорт, робітник                                    |
| 5                                                       | Гулик Наталія Андріївна      | 31.10.2010            | середня            | позапартійна                                  | ТЦСО, соціальний працівник                             |
| 6                                                       | Кульба Віталій Володимирович | 31.10.2010            | середня            | позапартійний                                 | приватний підприємець                                  |
| 7                                                       | Гачко Олександра Євгенівна   | 31.10.2010            | вища               | позапартійна                                  | Забойківська школа-садочок, завідувачка                |
| 8                                                       | Глібко Петро Михайлович      | 31.10.2010            | вища               | позапартійний                                 | тимчасово не працює                                    |
| 9                                                       | Стецик Роман Орестович       | 31.10.2010            | середня            | позапартійний                                 | тимчасово не працює                                    |
| 10                                                      | Гецко Андрій Васильович      | 31.10.2010            | незакінчена вища   | позапартійний                                 | Каменець-Подільська аграрна технічна академія, студент |
| 11                                                      | Машлюх Вячеслав Бичикович    | 31.10.2010            | середня спеціальна | позапартійний                                 | тимчасово не працює                                    |
| 12                                                      | Войтович Тарас Романович     | 31.10.2010            | незакінчена вища   | позапартійний                                 | ТНПУ, студент                                          |
| 13                                                      | Мудра Ганна Степанівна       | 31.10.2010            | вища               | позапартійна                                  | Почапинська сільська рада, секретар                    |
| 14                                                      | Скалько Іван Васильович      | 31.10.2010            | вища               | член Всеукраїнського об'єднання «Батьківщина» | тимчасово не працює                                    |
| 15                                                      | Скалько Марія Андріївна      | 31.10.2010            | вища               | позапартійна                                  | Почапинська загальноосвітня школа І-ІІІ ст., витель    |
| 16                                                      | Личак Руслан Ігорович        | 31.10.2010            | вища               | позапартійний                                 | тимчасово не працює                                    |